# 플라켄타
플라켄타(라틴어: placenta)는 고대 그리스와 로마의 요리로, 여러 층의 반죽 사이에 치즈와 꿀의 혼합물을 넣고 월계수잎으로 향을 낸 다음 구워서 꿀을 덮은 음식이다. 이 후식은 아르케스트라토스와 안티파네스의 그리스 시, 그리고 대 카토의 《농업론》과 같은 고전 문헌에서 언급되었다. 바클라바와 관련이 있다고 여겨진다.

## 어원
라틴어 플라켄타(placenta)는 그리스어 플라쿠스(고대 그리스어: πλακοῦς, 소유격 πλακοῦντος 플라쿤토스, πλακόεις 플라코에이스에서 유래, "평평한")에서 파생되었으며, 얇거나 층이 있는 평평한 빵을 의미한다.
포유류 임신 시의 태반(placenta)은 그 모양과 플라켄타 케이크의 모양 사이의 유사성에서 이름이 붙여졌다.

## 역사
대부분 플라켄타, 그리고 이와 비슷한 바클라바는 고대 그리스의 조리법에서 파생되었다고 주장한다. 기원전 800년경에 쓰인 호메로스의 《오디세이아》는 호두와 꿀로 달게 한 얇은 빵을 언급하고 있다. 기원전 5세기에 필록세노스는 그의 시 〈만찬〉에서 식사의 마지막 음주 과정에서 주인들이 우유와 꿀로 만든 치즈케이크를 파이 형태로 구워 대접했다고 기술하고 있다.
플라쿠스를 후식(또는 2차 식탁 진미)으로 언급한 초기 그리스어 문헌은 아르케스트라토스의 시에서 나온다. 그는 플라쿠스를 견과류와 말린 과일과 함께 제공되는 것으로 묘사하고, 꿀에 흠뻑 젖은 아테네 버전의 플라쿠스를 칭찬했다.

아르케스트라토스의 동시대인 안티파네스(기원전 4세기 활동)는 밀가루와 염소 치즈를 주 재료로 한 플라쿠스에 대해 화려한 설명을 달았다.
갈색 벌의 흐름과 우는 암염소의 응고된 강이 섞여, 데메테르의 처녀 딸의 평평한 용기 위에 놓인 [꿀, 치즈, 밀가루], 1만 가지의 섬세한 토핑들로 기뻐하는 – 아니면 그냥 플라쿠스라고 할까? 나는 플라쿠스를 선호한다(아테나이오스가 인용한 안티파네스).
이후 기원전 160년에 대 카토는 그의 《농업론》에서 플라켄타의 조리법을 썼는데, 앤드류 달비는 카토의 다른 후식 조리법과 함께 이를 "그리스 전통"에 속하는 것으로 간주하며, 아마도 그리스 요리책을 베껴온 것이라고 생각한다.
플라켄타를 다음과 같이 형성하라: 기본 반죽의 전체 길이를 따라 단일 열의 트락타를 배치한다. 그런 다음 이것은 절구에서 나온 혼합물[치즈와 꿀]로 덮인다. 그 위에 또 다른 열의 트락타를 올리고 모든 치즈와 꿀이 사용될 때까지 계속해서 이렇게 한다. 트락타 층으로 마무리한다... 플라켄타를 오븐에 넣고 미리 데운 뚜껑을 그 위에 놓는다 [...] 준비가 되면 플라켄타 위에 꿀을 붓는다. (대 카토, 《농업론》)

## 계승
다수의 현대 학자들은 그레코-로마의 이 후식의 동로마(비잔틴) 후손인 플라쿤타스 테티로메누스("치즈가 든 플라켄타")와 코프토플라쿠스(κοπτοπλακοῦς)가 각각 현대의 티로피타와 바니차의 조상이라고 제안한다. 플라켄타(그리스어: πλατσέντα)라는 이름은 오늘날 그리스의 레스보스섬에서 으깬 견과류가 들어간 층층이 페이스트리 잎으로 만들어 구운 다음 꿀을 덮은 바클라바 유형의 후식을 설명하는 데 사용된다. 이 현대의 플라켄타를 위한 반죽은 단순 시럽에 담근 바삭한 페이스트리 반죽의 얇은 잎으로 만들어진다. 반죽에는 우조가 첨가된다.
비잔틴 그리스어 플라쿤토스를 통해 이 후식은 아르메니아 요리에 플라긴디, 플라군다, 프가군드 등 모두 "빵과 꿀로 만든 케이크"로 채택되었다. 후자의 용어에서 나중의 아랍어 이름 이플라군(iflaghun)이 비롯되었는데, 이는 중세 아랍 요리책 《우슬라 일라 알-하비브》에서 소아시아 남부에 정착한 킬리키아 아르메니아인들과 이웃한 시리아 북부의 십자군 왕국에 정착한 이들의 특산품으로 언급되고 있다. 따라서 이 요리는 중세에 아르메니아인들을 통해 레반트 지역으로 전해졌을 수 있는데, 많은 아르메니아인들이 중세 아나톨리아에 터키 부족이 처음 등장한 이후 그곳으로 이주했다.
그레코-로마 요리의 다른 변형들은 루마니아의 플러친터(치즈를 포함한 구운 평평한 페이스트리)와 빈의 팔라칭케(매우 얇게 만든 크레이프 같은 팬케이크; 발칸, 중부 및 동유럽에서도 흔함) 형태로 현대까지 살아남았다.

## 참고문헌
- Bozoyan, Azat A. (2008). 〈Armenian Political Revival in Cilicia〉.   Hovannisian, Richard G.; Payaslian, Simon. 《Armenian Cilicia》. UCLA Armenian History and Culture Series. Costa Mesa, CA: Mazda Publishers. 67–78쪽. ISBN 978-1568591544.
- Dalby, Andrew (1998). 《Cato. On Farming (De Agricultura). A Modern Translation with Commentary》. Totnes: Prospect.
- Faas, Patrick (2005). 《Around the Roman Table: Food and Feasting in Ancient Rome》. Chicago, IL: University of Chicago Press. ISBN 0226233472.
- Γιαννέτσου, Βασιλεία Λούβαρη (2014). 《Τα Σαρακοστιανά: 50 συνταγές για τη Σαρακοστή και τις γιορτές της από τη MAMAVASSO》. Georges Yannetsos.
- Goldstein, Darra, 편집. (2015). 《The Oxford Companion to Sugar and Sweets》. Oxford: Oxford University Press. ISBN 978-0199313396.
- Lewis, Charlton T.; Short, Charles (1879). 《A Latin Dictionary》. Oxford: Clarendon Press.
- Liddell, Henry George; Scott, Robert (1940). 《A Greek-English Lexicon》. Oxford: Clarendon Press.
- Perry, Charles (2001). 〈Studies in Arabic Manuscripts〉.   Rodinson, Maxime; Arberry, Arthur John. 《Medieval Arab Cookery》. Totnes: Prospect Books. 91–163쪽. ISBN 0907325912.
- Salaman, Rena (1986). 〈The Case of the Missing Fish, or Dolmathon Prolegomena (1984)〉.   Davidson, Alan. 《Oxford Symposium on Food & Cookery 1984 & 1985, Cookery: Science, Lore and Books Proceedings》. London: Prospect Books Limited. 184–187쪽. ISBN 9780907325161.
- Stevenson, Angus; Waite, Maurice, 편집. (2011). 《Concise Oxford English Dictionary: Luxury Edition》. Oxford: Oxford University Press. ISBN 978-0199601110.
- Vryonis, Speros (1971). 《The Decline of Medieval Hellenism in Asia Minor and the Process of Islamization from the Eleventh through the Fifteenth Century》. Berkeley, CA: University of California Press. ISBN 978-0-52-001597-5.